# 富田仁
富田 仁（とみた ひとし、1933年3月1日 - 2009年3月13日）は、日本の比較文学者。

## 経歴
東京生まれ。1960年早稲田大学第一文学部仏文科卒業、1962年同大学院修士課程修了、助手、1965年博士課程修了。1974年立正女子大学助教授、校名が文教大学と変わり、1978年教授、1984年日本大学法学部教授。
1984年、『フランス語事始』で高橋邦太郎賞、1998年、『岩倉使節団のパリ』で日仏文化賞受賞。
日本比較文学会理事を務め、日仏文化交流史において文学から食事まで数多くの著作、また比較文学の文献学にも多数の業績著書がある。

## 著書

### 単著
- 『作品にみる東西文学の接点』早稲田大学出版部、1972年。
- 『仏蘭西学のあけぼの 仏学事始とその背景』カルチャー出版社、1975年。
- 『フランスに魅せられた人びと 中江兆民とその時代』カルチャー出版社、1976年。
- 『アルフォンス・ドーデと近代文学』（カルチャー出版社） 1977
- 『日本近代比較文学史』桜楓社、1978年。
- 『読書探訪ふらんす学の小径』桜楓社、1979年。
- 『メルメ・カション: 幕末フランス怪僧伝』有隣堂〈有隣新書〉、1980年4月。
- 『日本の産業技術事始め』ダイヤモンド社〈サイエンスブック〉、1980年8月。
- 『フランスの人間学 エスプリの原点』産業新潮社、1980年。
- 『フランス小説移入考』東京書籍、1981年。
- 『永遠のジャポン 異郷に眠るフランス人たち』早稲田大学出版部、1981年5月。
- 『フランスとの出会い 中江兆民とその時代』三修社、1981年12月。
- 『西洋料理がやってきた』東京書籍〈東書選書90〉、1983年10月。
- 『日仏のあけぼの』高文堂出版社、1983年。
- 『フランス語事始 村上英俊とその時代』日本放送出版協会〈NHKブックス〉、1983年。
- 『ジュール・ヴェルヌと日本』（花林書房） 1984
- 『鹿鳴館 擬西洋化の世界』（白水社） 1984
- 『長崎フランス物語』白水社、1987年。
- 『舶来事物起原事典』名著普及会、1987年。
- 『渡来食はじまり紀行』（農山漁村文化協会） 1991
- 『横浜ふらんす物語』（白水社） 1991
- 『舶来事物のネーミング』（早稲田大学出版部） 1991
- 『迷景の異文化 誤解された日本』（教育社） 1991
- 『現代キャンパスライフ異聞 愛しきかな学生、哀しきかな教師』（白馬出版） 1992
- 『日本のフランス文化 日仏交流の斜断譜』（白地社） 1993
- 『岩倉使節団のパリ 山田顕義と木戸孝允その点と線の軌跡』（翰林書房） 1997
- 『パリ点描』（駿河台出版社） 1998

### 共著・共編・編著
- 『近代から現代への欧米文学の展開』（星野恒彦）かがりび書房、1970年。
- 『ふらんす語事始 仏学始祖村上英俊の人と思想』（高橋邦太郎、西堀昭）校倉書房、1975年。
- 『芥川龍之介 比較文学研究』（朝日出版社） 1978
- 『横浜フランス物語 : 文明開化あ・ら・かると 本編』産業技術センター、1979年。
- 『日本とフランス 出会いと交流』（西堀昭共編、三修社） 1979
- 『欧米文学交流の諸様相』（長谷川勉共編、三修社） 1983
- 『横須賀製鉄所の人びと 花ひらくフランス文化』（西堀昭、有隣新書） 1983
- 『日本近代文学と西洋』（佐藤孝己共編、駿河台出版社） 1984
- 『比較文学研究文献要覧 1945～1980 日本近代文学と西洋文学』（日外アソシエーツ） 1984
- 『海を越えた日本人名事典』日外アソシエーツ、1985年12月。
  - 『海を越えた日本人名事典』（新訂増補）日外アソシエーツ、2005年7月。ISBN 4816919333。
- 『異文化との出会い 日本人と欧米人の海外体験』（三修社） 1986
- 『明治のフランス文学 フランス学からの出発』（赤瀬雅子共編、駿河台出版社） 1987
- 『街角のフランス語』（村岡正明、駿河台出版社） 1988
- 『比較文学年表』（日外アソシエーツ） 1988
- 『グルメは文化である 舶来飲食物の軌跡』（内海あぐり、白馬出版） 1988
- 『海外交流史事典』（日外アソシエーツ） 1989
- 『事典 外国人の見た日本』（日外アソシエーツ） 1992
- 『事典 近代日本の先駆者』日外アソシエーツ、1995年6月。
- 『日本初めて話題事典』（ぎょうせい） 1998

### 翻訳
- 『比較文学』（ポール・ヴァン・ティーゲム、清水弘文堂） 1973